# Jerry Tondelua
Jerry Tondelua Mbuilua, né le 27 février 1975, est un footballeur congolais (RDC).

## Biographie
Tondelua participe à la Coupe d'Afrique des nations 1998 avec l'équipe de la RD Congo, où il termine troisième et inscrit quatre buts.